# Finale de la Coupe du monde de football 1974
La finale de la Coupe du monde de football 1974 est le match de football concluant la 10e Coupe du monde, organisée en Allemagne de l'Ouest. Elle a lieu le 7 juillet 1974 à l'Olympiastadion, à Munich. À domicile, l'Allemagne de l'Ouest s'impose face aux Pays-Bas par deux buts à un.

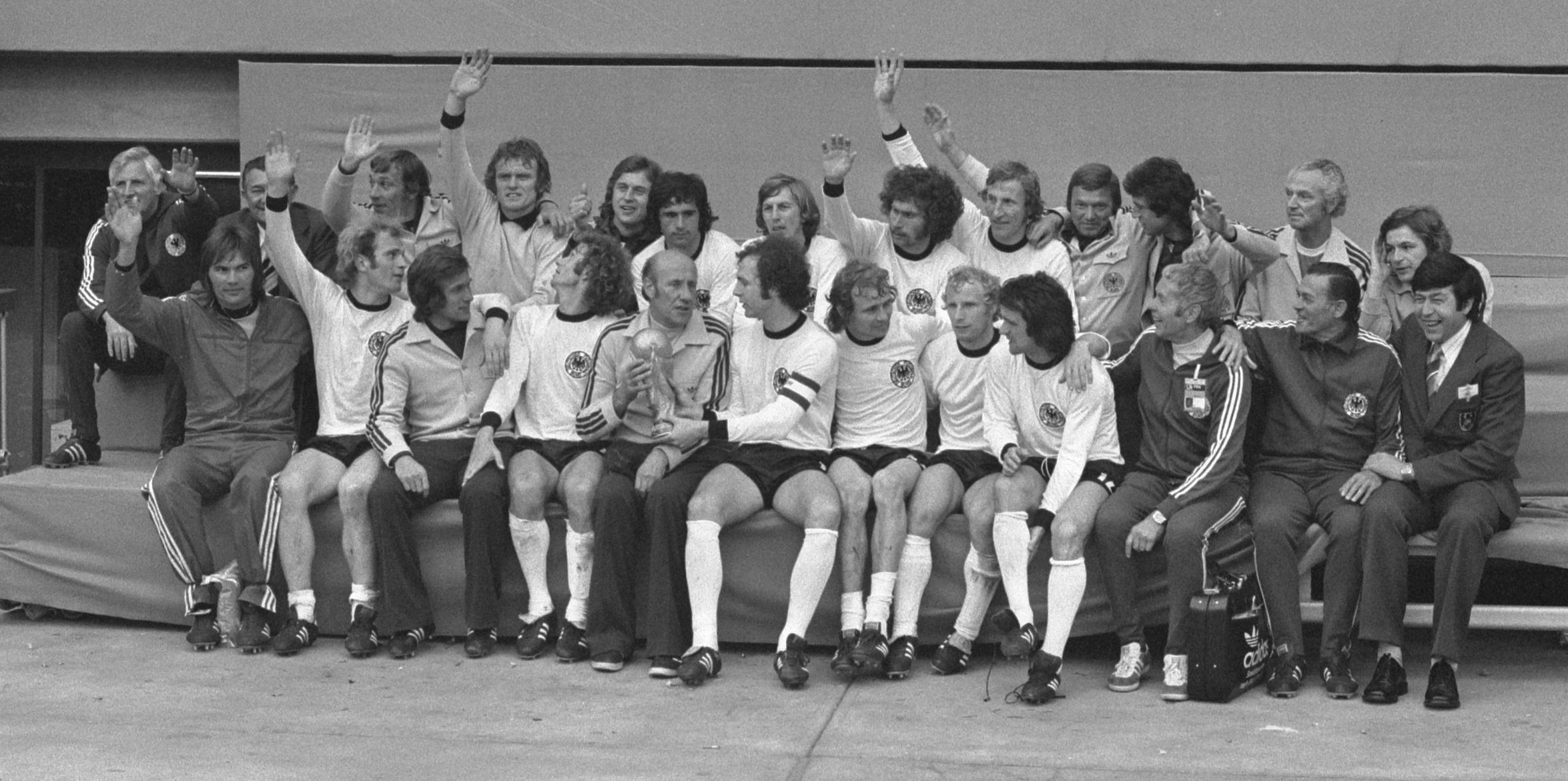
L'équipe allemande en finale.

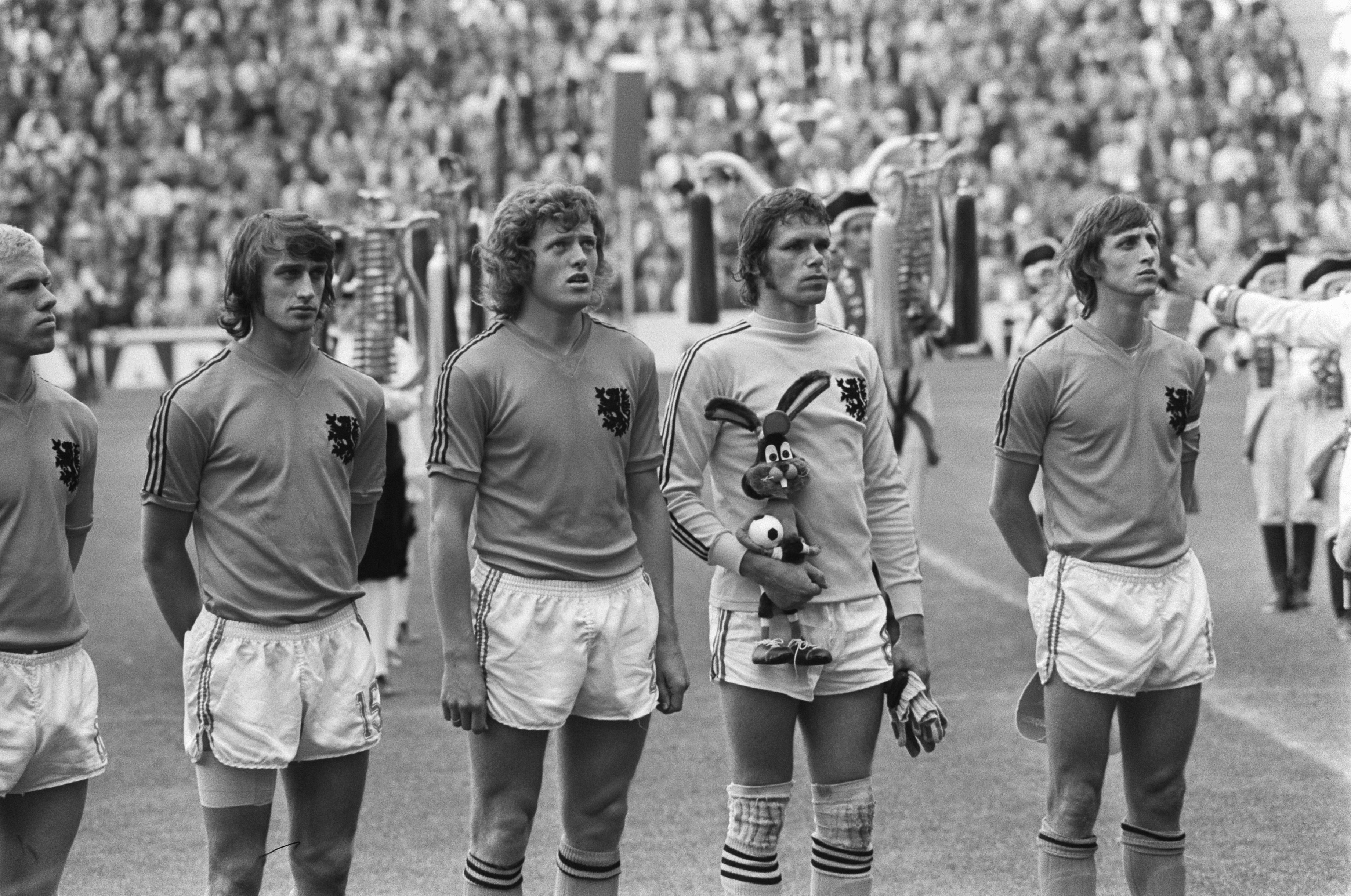
Une partie de l'équipe néerlandaise.

## Feuille de match
| Titulaires : |  |
| |  |
| Sepp Maier Berti Vogts Franz Beckenbauer Hans-Georg Schwarzenbeck Paul Breitner Uli Hoeneß Rainer Bonhof Wolfgang Overath Jürgen Grabowski Gerd Müller Bernd Hölzenbein |  |
| Entraîneur : |  |
| Helmut Schön |  |

| Titulaires : |  |
| |  |
| Jan Jongbloed · Wim Suurbier · Ruud Krol · Arie Haan · Wim Rijsbergen 69e · Wim Jansen · Johan Neeskens · Wim van Hanegem · Johan Cruijff · Johnny Rep · Robert Rensenbrink 46e · |  |
| Remplaçants : |  |
| René van de Kerkhof 46e · Theo de Jong 69e · |  |
| Entraîneur : |  |
| Rinus Michels |  |

| Titulaires : |  |
| |  |
| Sepp Maier Berti Vogts Franz Beckenbauer Hans-Georg Schwarzenbeck Paul Breitner Uli Hoeneß Rainer Bonhof Wolfgang Overath Jürgen Grabowski Gerd Müller Bernd Hölzenbein |  |
| Entraîneur : |  |
| Helmut Schön |  |

| Titulaires : |  |
| |  |
| Jan Jongbloed · Wim Suurbier · Ruud Krol · Arie Haan · Wim Rijsbergen 69e · Wim Jansen · Johan Neeskens · Wim van Hanegem · Johan Cruijff · Johnny Rep · Robert Rensenbrink 46e · |  |
| Remplaçants : |  |
| René van de Kerkhof 46e · Theo de Jong 69e · |  |
| Entraîneur : |  |
| Rinus Michels |  |